# Mont Kongō
Pour les articles homonymes, voir Kongō.
Le mont Kongō (金剛山, Kongōsan) est une montagne d'une altitude de 1 125 m dans la préfecture de Nara, sur l'île de Honshū au Japon. Il est situé près du mont Katsuragi. Un point à 1 056 m d'altitude sur le versant méridional constitue le point culminant de la préfecture d'Osaka.
La montagne a donné son nom à une série de navires de guerre et de classes de navires Kongō : la corvette Kongō de la Marine impériale japonaise en 1877, le cuirassé japonais Kongō de 1912 et l'actuel destroyer JDS Kongō (DDG-173) de la force maritime d'autodéfense japonaise ainsi que le nom de classe de ces destroyers.